# Goodbye Lullaby
Goodbye Lullaby (englisch für etwa Wiegenlied zum Abschied) ist das vierte Studioalbum der franko-kanadischen Pop-Rock-Sängerin Avril Lavigne aus dem Jahr 2011.

## Hintergrund
Schon im November 2008, einen Monat nach Ende ihrer The Best Damn Tour, begann Lavigne mit den ersten Aufnahmen für ihr viertes Studioalbum. Die ersten Aufnahmen wurden mit einem Minimum an Musikinstrumenten gemacht, meistens sang Lavigne nur in Begleitung einer akustischen Gitarre. Die zusätzlichen Instrumente wurden erst später hinzugefügt.
Lavigne beschrieb den Prozess folgendermaßen:

“It’s stripped down. I love performing that way, so I really felt like it was time to make a record like that. To just make it all about the vocal and the performance, and the vibe, and the emotion.”

„Sie (die Songs) sind ganz nackt. Ich liebe es, auf diese Weise aufzunehmen, und deshalb fand ich wirklich, dass es Zeit war, solch eine Platte aufzunehmen. Es muss alles über die Stimme, die Performance sowie die Stimmung und die Emotionen kommen.“

Da sie ein eigenes Studio in ihrem Haus hat, war Lavigne in der Lage, die Lieder in ihrer Freizeit zu komponieren und aufzunehmen. Sie benutzte meistens ein Klavier, um die Lieder zu komponieren. „Das Klavier ist eher ein emotionales Instrument. Es weckt unterschiedliche Emotionen für mich und bewegt mich auf eine andere Weise als es die Gitarre kann.“ Bis Juli 2009 wurden neun Lieder aufgenommen, einschließlich der Lieder Fine, Everybody Hurts und Darlin’. Einige Songs hatte Lavigne bereits in ihrer Jugend geschrieben, so war Darlin’ der zweite Song, den Lavigne als 15-Jährige im Heimatort Napanee, Ontario geschrieben hat.

“I always had material, but some people that I worked with didn’t really care, because they wanted to write the stuff.”

„Ich hatte immer Material, aber einige Leute, mit denen ich gearbeitet habe, interessierten sich nicht dafür, weil sie das Zeug selbst schreiben wollten.“

Lavigne erklärte, dass dieses Album anders als ihre früheren Werke sein wird:

“The other albums I've done, the songs are all over the place. This is the most consistent album all the way through.”

„(Auf) den anderen Alben, die ich gemacht habe, sind die Lieder querbeet. Dies ist das durchweg konsistenteste Album.“

Die gesamte Titelliste wurde am 21. Dezember 2010 bekanntgegeben. Darüber hinaus wurde bekannt, dass zwei Lieder aus dem Album, 4 Real und Goodbye, selbst von Lavigne geschrieben und produziert wurden. Die restlichen Lieder wurden entweder von Lavigne selbst oder mit den langjährigen Mitarbeitern Evan Taubenfeld, Butch Walker und Max Martin geschrieben. Lavigne schilderte zudem, dass ihr Gesang das wichtigste Musikinstrument für sie während der Aufnahmen war: „Die Hauptstimme verankert sich in der Regel in einem Stück und dann kannst du die Qualität, den Charakter sowie die Emotionen nach einem bestimmten Punkt nicht mehr heraushören. Meine Stimme sollte für mich das Hauptinstrument sein.“
Ab August 2010 arbeitete Lavigne auch mit dem Produzenten Alex da Kid zusammen und nahm mit ihm einige Songs auf. Im November 2010 sagte der englische Produzent, dass einige Songs des Albums Elemente des Hip-Hop enthalten werden:

“We’ve got some things that are hip-hop leaning, and we’ve got some things that are more pop/rock leaning.”

„Wir haben einige Dinge, die am Hip-Hop, und einige Dinge, die mehr am Pop/Rock angelehnt sind.“

Im Dezember 2010 wurde bekanntgegeben, dass die von Alex Da Kid produzierten Lieder nicht auf dem Album erscheinen würden, aber Lavigne sagte über die Lieder, „dass wir etwas mit diesem Zeug machen werden, aber ich bin noch nicht sicher was.“

## Musik und Inhalt
Laut Lavigne handelt das Album von ihrem Leben. Sie erklärte:

“It’s so easy for me to do a boy-bashing pop song, but to sit down and write honestly about something that’s really close to me, something I’ve been through, it’s a totally different thing.”

„Es ist so einfach für mich, einen Popsong zu schreiben, der Jungs schlechtmacht; aber sich hinzusetzen und ehrlich über etwas zu schreiben, das mir wirklich nahe geht, über etwas, das ich durchgemacht habe, das ist dann eine ganz andere Sache.“

  Mit Ausnahme der ersten Singleauskopplung What the Hell beschreibt Lavigne, dass die Lieder sich deutlich von ihrem früheren Material unterscheiden:

“I’m older now, so I think that comes across in my music, it’s not as pop-rock and it’s a little more mellow and it’s deep.”

„Ich bin jetzt älter, und ich denke, dass sich dies auch in meiner Musik wiederfindet, es ist nicht pop-rock-mäßig und es ist ein wenig weicher und es ist tief.“

Sie sagte,

“[For] this record, I just really, really wanted to sing…. I just wanna have silence around me, and have these acoustic songs and really deliver.”

„Bei dieser Platte wollte ich einfach nur singen. Ich will Ruhe um mich haben und diese akustische Musik machen und rüberbringen.“

Lavigne beschrieb die erste Single des Albums, What the Hell, als „eine deutliche Botschaft persönlicher Freiheit“ sowie ihren „größten Popsong auf der Platte“ und als das am wenigsten persönliche Lied von ihrem Album, das am meisten an ihre frühere Arbeit erinnert. Ein anderes Lied, „Stop Standing There“, wurde so beschrieben, als habe es ein „Anfang-der-1950er-Girl-Group-Gefühl“ und „Smile“ soll Lavignes Dankbarkeit für besondere Menschen in ihrem Leben darstellen. „Push“ handelt von Beziehungen und „Wish You Were Here“ zeigt Lavignes verletzliche Seite. Lavigne beschrieb das Lied „Everybody Hurts“ als „anders […] aber nicht anders, um sich von wer ich bin und was ich bin zu verirren.“ (but not different to stray away from who I am and what I am) „Goodbye“, eines der beiden Lieder, die Lavigne selbst geschrieben und produziert hat, handelt von Bewegung im Leben. Lavigne gibt an, dass „Goodbye“ das persönlichste Lied auf dem Album ist und die Inspiration für den Albumtitel war.

## Veröffentlichung und Promotion
Die Veröffentlichungstermine des Albums und die der ersten Single wurden mehrfach verschoben. Das Album sollte ursprünglich am 17. November 2009 erscheinen. Später, im Januar 2010, erklärte Lavigne, dass das Cover des Albums bereits fotografiert wurde und dass die erste Single im April erscheinen würde, gefolgt von dem Album im Juni.
Im Mai 2010 gab Lavigne jedoch bekannt, sie sei mit der musikalischen Ausrichtung der aufgenommenen Lieder unzufrieden, da sie ihr zu ernsthaft und reif erscheinen. Das Album werde erst nach Veränderungen erscheinen, wozu weitere Arbeiten im Studio erforderlich sind.
Im August 2010 kehrte Lavigne mit ihrem Produzenten Alex da Kid in die Henson Recording Studios zurück. Dort hatte Lavigne eine Halsentzündung, so dass die beteiligten Personen Mund-Nasen-Schutz tragen mussten. Trotz der Warnung ihres Arztes zeichnete sie ihren Gesang auf. „Ich war nicht in der Lage, in den letzten 48 Stunden zu singen, weil ich bleibende Schäden an den Stimmbändern verursachen konnte. Ich sang heute, obwohl mir mein Arzt davon abgeraten hatte.“ Lavigne verriet, dass sie „neue Sachen“ ausprobiert habe und dass sie etwas „erforscht“ habe. Die Sängerin fügte hinzu, sie habe genug Material für zwei Musikalben.
Am 11. Oktober gab sie auf ihrer Homepage an, dass die Arbeiten am vierten Studioalbum Goodbye Lullaby nach zweieinhalb Jahren abgeschlossen sind. Im Gegensatz dazu gab Lavigne im November bekannt, dass ihr Album seit einem Jahr komplettiert ist. Sie machte die Plattenfirma für die Verzögerungen des Albums verantwortlich.
Lavigne zeigte die erste Single What the Hell in der Silvesternacht beim Dick Clark’s New Year’s Rockin’ Eve, während eines zusammengesetzten Stücks mit einer Aufführung des Liedes Girlfriend:

„[What the Hell is] a really fun, upbeat party song, so it worked out really well to play it for the first time on New Year’s Rockin’ Eve.“

„What the Hell ist ein wirklich lustiger, fröhlicher Party-Song. Es war wirklich gut, ihn zum ersten Mal am ‚New Year’s Rockin’ Eve‘ zu spielen.“

Am nächsten Tag war das Lied für 48 Stunden als freier Download auf Lavignes offizieller Facebook-Seite verfügbar. Das Musikvideo für die Single war im Januar 2011 gedreht worden.

## Artwork
Das Cover des Albums wurde offiziell am 7. Dezember 2010 vorgestellt. Das Cover zeigt Avril Lavigne in einem langen weißen Kleid, an dem Rosen befestigt sind. Sie sitzt auf einem Flügel und blickt in die Kamera. Dabei hat Lavigne ihr Gesicht leicht nach links gedreht. Ihre geöffneten Augen werden mit schwarzgefärbten Wimpern und Make-up betont. Sowohl ihre beiden Arme als auch Füße sind nicht bekleidet. Dadurch ist ein Tattoo an ihrem linken Unterarm erkennbar. Neben ihrem Kopf, der sich im oberen rechten Viertel des Covers befindet, steht der Name der Interpretin Avril Lavigne in Schreibschrift. Darunter befindet sich in kleineren Druckbuchstaben der Name des Albums Goodbye Lullaby.

## Titelliste
| Nr. | Titel                | Autor(en)                            | Produzent(en)  | Länge |
| --- | -------------------- | ------------------------------------ | -------------- | ----- |
| 1.  | Black Star           | Avril Lavigne                        | Deryck Whibley | 1:34  |
| 2.  | What the Hell        | Avril Lavigne, Max Martin, Shellback | Max Martin     | 3:39  |
| 3.  | Push                 | Avril Lavigne, Evan Taubenfeld       | Deryck Whibley | 3:01  |
| 4.  | Wish You Were Here   | Avril Lavigne, Max Martin, Shellback | Max Martin     | 3:45  |
| 5.  | Smile                | Avril Lavigne, Max Martin, Shellback | Max Martin     | 3:29  |
| 6.  | Stop Standing There  | Avril Lavigne                        | Butch Walker   | 3:27  |
| 7.  | I Love You           | Avril Lavigne, Max Martin, Shellback | Max Martin     | 4:01  |
| 8.  | Everybody Hurts      | Avril Lavigne, Evan Taubenfeld       | Deryck Whibley | 3:41  |
| 9.  | Not Enough           | Avril Lavigne, Evan Taubenfeld       | Deryck Whibley | 4:18  |
| 10. | 4 Real               | Avril Lavigne                        | Avril Lavigne  | 3:28  |
| 11. | Darlin’              | Avril Lavigne                        | Deryck Whibley | 3:50  |
| 12. | Remember When        | Avril Lavigne                        | Deryck Whibley | 3:29  |
| 13. | Goodbye              | Avril Lavigne                        | Avril Lavigne  | 5:30  |
| 14. | Alice (Hidden Track) | Avril Lavigne                        | Butch Walker   | 5:01  |

## Kommerzieller Erfolg

### Chartplatzierungen
| ChartsChartplatzierungen       | Höchstplatzierung | Wochen |
| ------------------------------ | ----------------- | ------ |
| Deutschland (GfK)              | 4 (13 Wo.)        | 13     |
| Frankreich (SNEP)              | 4 (13 Wo.)        | 13     |
| Kanada (MC)                    | 2 (5 Wo.)         | 5      |
| Österreich (Ö3)                | 3 (10 Wo.)        | 10     |
| Schweiz (IFPI)                 | 2 (18 Wo.)        | 18     |
| Vereinigte Staaten (Billboard) | 4 (26 Wo.)        | 26     |
| Vereinigtes Königreich (OCC)   | 9 (9 Wo.)         | 9      |

| ChartsJahrescharts (2011)      | Platzierung |
| ------------------------------ | ----------- |
| Frankreich (SNEP)              | 113         |
| Schweiz (IFPI)                 | 75          |
| Vereinigte Staaten (Billboard) | 115         |

### Auszeichnungen für Musikverkäufe
| Land/Region                  | Auszeichnungen für Musikverkäufe (Land/Region, Auszeichnung, Verkäufe) | Verkäufe  |
| ---------------------------- | ---------------------------------------------------------------------- | --------- |
| Australien (ARIA)            | Gold                                                                   | 35.000    |
| Brasilien (PMB)              | Gold                                                                   | 20.000    |
| Hongkong (IFPI/HKRIA)        | Platin                                                                 | 15.000    |
| Indonesien (ASIRI)           | Gold                                                                   | 5.000     |
| Italien (FIMI)               | Gold                                                                   | 30.000    |
| Japan (RIAJ)                 | Platin                                                                 | 250.000   |
| Kanada (MC)                  | Platin                                                                 | 80.000    |
| Neuseeland (RMNZ)            | Gold                                                                   | 7.500     |
| Russland (NFPF)              | Gold                                                                   | 10.000    |
| Singapur (RIAS)              | Gold                                                                   | 5.000     |
| Taiwan (RIT)                 | Platin                                                                 | 10.000    |
| Tschechien (IFPI)            | Gold                                                                   | 2.500     |
| Vereinigte Staaten (RIAA)    | Gold                                                                   | 500.000   |
| Vereinigtes Königreich (BPI) | Gold                                                                   | 100.000   |
| Insgesamt                    | 10× Gold · 4× Platin ·                                                 | 1.070.000 |

Hauptartikel: Avril Lavigne/Auszeichnungen für Musikverkäufe